# Staufovci
Staufovci ali Hohenstaufovci (nemško Hohenstaufen, tudi Staufer ali Staufen) so bili dinastija nemških kraljev (1138–1254), ki so vladali v srednjem veku v Nemčiji in tudi v Kraljevini Siciliji (1194–1268). V italijanskem zgodovinopisju so znani kot Svevi (Švabi), saj so bili od leta 1079 (zaporedni) vojvode Švabske. Trije člani dinastije: Friderik I. Barbarosa, Henrik VI. Hohenstaufen in Friderik II. Hohenstaufen so bili okronani za svetega rimskega cesarja.

## Ime
Ime "Hohenstaufen" pomeni "visok Staufen" in izvira iz 14. stoletja, ko je bilo prvič uporabljeno za poimenovanje stožčastega hriba Staufen v Švabski Juri v okrožju Göppingen in vasi z istim imenom v dolini. Ime "Staufen" izhaja iz Stauf (prej stouf), kar pomeni "kelih" in je bilo pogosto uporabljeno za stožčaste griče na Švabskem v srednjem veku. Družina je dobila ime po gradu, ki ga je zgradil prvi švabski vojvoda v drugi polovici 11. stoletja. Zgodovinarji so v 19. stoletju grad Staufen imenovali Hohenstaufen, da bi se razlikoval od drugih gradov z istim imenom. V zadnjih desetletjih nemško zgodovinopisje uporablja za dinastijo ime Staufer. 

## Izvor
Plemiška družina se je prvič pojavila v poznem 10. stoletju v švabski regiji Riesgau okoli nekdanjega karolinškega dvora v Nördlingenu. Lokalni grof Friderik (okoli 1075) se omenja kot začetnik rodovnika, ki ga je izdelal opat Wibald Stavelot na ukaz cesarja Friderika Barbarose leta 1153. Imel je vlogo švabskopfalškega grofa; njegov sin Friderik Burenski (okoli 1020–1053) se je poročil s Hildegard Egisheim-Dagsburg (okoli 1094/95), nečakinjo papeža Leona IX. Njunega sina Friderika I. je salijski kralj Henrik IV. leta 1079 imenoval za švabskega vojvodo na gradu Hohenstaufen.
Ob istem času se je vojvoda Friderik I. zaročil s kraljevo približno sedemnajstletno hčerjo Agnezo. O življenju Friderika pred tem dogodkom ni nič znano, vendar je dokazano, da je bil cesarski zaveznik v Henrikovih bojih proti drugi švabski gospodi, in sicer Rudolfu Rheinfeldenskemu, Friderikovemu predhodniku, dinastiji Zähringen in Welf. Friderikov brat Oto je leta 1082 postal strasbourški škof.
Po Friderikovi smrti ga je leta 1105 nasledil njegov sin vojvoda Friderik II., ki je ostal tesen zaveznik Salijcev. On in njegov mlajši brat Konrad sta bila imenovana za kraljeva predstavnika v Nemčiji, ko je bil kralj v Italiji. Okoli 1120 se je Friderik II. poročil z Judito Bavarsko iz tekmečeve dinastije Welf.

## Vladanje Nemčiji
Ko je leta 1125 umrl brez dedičev zadnji moški član salijske dinastije, cesar Henrik V., je nastal spor zaradi nasledstva. Vojvoda Friderik II. in Konrad iz družine Staufovcev po  materi Agnezi sta bila vnuka cesarja Henrika IV. in nečaka Henrika V. Friderik je poskušal na prestol svetega rimskega cesarja z običajnimi volitvami, a je izgubil proti saškemu vojvodi Lotarju Supplinburškemu. Državljanska vojna med Friderikovo in Lotarjevo dinastijo se je leta 1134 končala s Friderikovo predajo. Po Lotarjevi smrti letu 1137 je bil Friderikov brat Konrad izvoljen kot kralj Konrad III.
Ker welfški vojvoda Henrik X. Ponosni, zakonski sin in dedič Lotarjeve dinastije in najmočnejši knez v Nemčiji, ki je bil izvoljen na volitvah, ni hotel priznati novega kralja, mu je Konrad III. odvzel vsa njegova ozemlja, dal vojvodino Saško Albertu Medvedu in Bavarsko Leopoldu IV., mejnemu grofu Avstrije. Leta 1147 je Konrad v Speyerju slišal, ko je Bernard iz Clairvauxa oznanil drugo križarsko vojno in se odločil, da se pridruži francoskemu kralju Ludviku VII. na veliki odpravi v Sveto deželo, ki pa ni bila uspešna.
Konradov brat vojvoda Friderik II. je umrl leta 1147, Švabsko je nasledil njegov sin vojvoda Friderik III. Ko je leta 1152 kralj Konrad III. umrl brez odraslih dedičev, je Friderik nasledil oba naslova –  nemški kralj in cesar svetega rimskega cesarstva.

### Friderik Barbarosa
Friderik I., znan kot Friderik Barbarosa zaradi svoje rdeče brade, se je ves čas svoje vladavine  boril za obnovo moči in ugleda nemške monarhije pred knezi, katerih moč je zrasla pred spornim investiturnim bojem in po njem pod njegovimi salijskimi predhodniki. Ker je bil kraljev dostop do cerkvenih virov v Nemčiji precej zmanjšan, je bil Friderik prisiljen iti v Italijo, da bi našel finance, ki so bile potrebne za ponovno vzpostavitev kraljeve oblasti v Nemčiji. Kmalu se je okronal za cesarja v Italiji, vendar so desetletja vojskovanja na polotoku prinesla le malo dosežkov. Papeška država in uspešne mestne države Lombardska liga v severni Italiji so bili tradicionalni sovražniki, strah pred cesarsko prevlado je povzročil, da so se združili v boju proti Frideriku. Pod izurjenim vodstvom papeža Aleksandra III. je zveza doživela mnogo porazov, vendar so na koncu morali priznati cesarju popolno zmago v Italiji. Friderik se je vrnil v Nemčijo. Premagal je opaznega nasprotnika svojega bratranca iz dinastije Welf vojvodo Henrika Leva Saškega in Bavarsko leta 1180, vendar so bili njegovi upi za obnovitev moči in ugleda monarhije nedosegljivi.
Med Friderikovim daljšim bivanjem v Italiji so nemški knezi postali močnejši in začeli uspešno kolonizacijo slovanskih dežel. Ponudbe za znižanje davkov in fevdalnih dajatev so povzročile, da je veliko Nemcev med kolonizacijo odšlo na vzhod. Leta 1163 se je Friderik uspešno boril proti Kraljevini Poljski, da bi ponovno namestil šlezijske vojvode iz dinastije Piast. Z nemško kolonizacijo se je cesarstvo povečalo in obsegalo vojvodino Pomeranijo ter Češko in Moravsko marko. Pospešeno gospodarsko življenje v Nemčiji je povečalo število mest in cesarskih mest in jim dalo večji pomen. V tem obdobju so gradovi in dvorci nadomestili samostane, ki  so postali središče kulture. Razvila se je dvorna kultura, srednja visoka nemška literatura je dosegla svoj vrhunec v lirski ljubezenski poeziji (Minnesang) in pripovednih epskih pesmih, kot so Tristan, Parzival in Pesem o Nibelungih.

### Henrik VI.
Friderik je umrl leta 1190, ko je bil na tretji križarski vojni, nasledil ga je njegov sin Henrik VI. Hohenstaufen. Za kralja je bil izvoljen še pred očetovo smrtjo. Odšel je v Rim, da bo kronan za cesarja. Poročil se je s kraljico Konstanco Sicilsko. Smrt v družini njegove žene mu je leta 1194 prinesla posest Kraljevine Sicilije, ki je bila vir velikega bogastva. Henriku ni uspelo urediti dednega nasledstva, vendar mu je leta 1196 uspelo dobiti obljubo, da bo njegov otrok, sin Friderik, dobil nemško krono. Zaradi težav v Italiji in prepričan, da bo pozneje izpolnil svoje želje v Nemčiji, se je Henrik vrnil na jug, da bi poenotil polotok pod imenom Hohenstaufen. Po vrsti vojaških zmag je zbolel in leta  1197 umrl naravne smrti na Siciliji. Njegovemu mladoletnemu sinu Frideriku bi lahko uspelo le na Siciliji in Malti, medtem ko se je v cesarstvu ponovno začel boj med dinastijama Staufen in Welf.

### Filip Švabski
Ker se je izvolitev triletnega dečka za nemškega kralja zdela težka, je bil imenovan njegov stric, vojvoda Filip Švabski, brat Henrika VI, da bo delal v njegovem imenu. Toda druge struje so dajale prednost kandidatu Welfov. Leta 1198 sta bila izbrana dva konkurenčna kralja: Filip Švabski in sin vojvode Henrika Leva Oto IV. iz dinastije Welf. Začela se je dolga državljanska vojna; Filip bi skoraj zmagal, a ga je leta 1208 umoril bavarski pfalški grof Oto VIII.  Wittelsbach. Papež Inocenc III. je sprva podprl dinastijo Welf, ko pa je Oto, zdaj edini izvoljeni vladar, nameraval zasesti Sicilijo, je Inocenc spremenil mnenje in je podprl mladega Friderika II. in njegovega zaveznika francoskega kralja Filipa II., ki je premagal Ota leta 1214 v bitki pri Bouvinesu. Friderik se je leta 1212 vrnil v Nemčijo s Sicilije, kjer je odrasel in bil leta 1215 izvoljen za kralja. Ko je Oto leta 1218 umrl, je Friderik postal nesporni vladar in bil leta 1220 okronan za svetega rimskega cesarja.
Filip je spremenil grb, namesto črnega leva na zlatem ščitu so bili trije leopardi, kar verjetno izhaja iz grba njegovega tekmeca Ota IV.

## Vladanje v Italiji
Spor med dinastijama Staufer in Welf je nepreklicno oslabil cesarsko oblast in normansko kraljestvo Sicilija je postalo izhodišče vladanja Staufovcev.

### Friderik II.
Cesar Friderik II. je preživel nekaj časa v Nemčiji, njegov glavni dom pa je bil v južni Italiji. Leta 1224 je ustanovil univerzo v Neaplju za usposabljanje državnih uradnikov. Nemčiji je vladal predvsem z dodeljevanjem kraljevih pristojnosti, pri čemer je zadržal suvereno oblast in cesarske posesti cerkvenih in posvetnih knezov. Nemškim plemičem je podelil veliko ugodnosti, navedene so v cesarskem zakonu iz leta 1232, ko so knezi postali skoraj neodvisni vladarji na svojem ozemlju. Ti ukrepi so povzročili nadaljnje drobljenje cesarstva.
Z zlato bulo iz Riminija je Friderik leta 1226 tevtonskemu viteškemu redu naložil dokončanje osvojitev in spremembo pruskih dežel. Z družino Welf so se pomirili leta 1235. Oton Otrok, vnuk pokojnega saškega vojvode Henrika Leva, je bil imenovan za vojvodo Brunswicka in Lüneburga. Boj s papeži se je nadaljeval in leta 1227 je bil Friderik izobčen. Leta 1239 je papež Gregor IX. Friderika ponovno izobčil in ga leta 1245 obsodil kot heretika. Čeprav je bil Friderik eden najodločnejših, domiselnih in sposobnih vladarjev tistega časa, ni bil sposoben obdržati skupaj vseh raznovrstnih sil v Nemčiji. Njegova zapuščina je bila taka, da so imeli lokalni vladarji več pristojnosti po njegovem vladanju kot pred njim. Duhovščina je postala močnejša.
Ob Friderikovi smrti leta 1250 je v Nemčiji ostalo le malo centralizirane moči. Veliko medvladje je bilo obdobje, v katerem je bilo več izvoljenih tekmecev za kralja, a nihče ni bil sposoben doseči večine. Leta 1254 je umrl Friderikov sin kralj Konrad IV. Nemški knezi so tekmovali med seboj in si prisvajali veliko moči zmanjšane monarhije. Namesto vzpostavitve suverene države so mnogi plemiči večinoma skrbeli za svoje družine. Njihovi številni moški dediči so ustvarili več  manjših posesti ali so bili iz pretežno prostega razreda uradnikov, mnogi od njih so imeli privzete ali pridobljene dedne pravice, upravne in pravne pisarne. Vse to je otežilo politično razdrobljenost v Nemčiji. Obdobje se je končalo leta 1273 z izvolitvijo Rudolfa Habsburškega, Friderikovega botra.

### Konec dinastije Staufer
Konrada IV. je kot švabski vojvoda nasledil njegov edini sin, dveletni Konradin. V tem času je bil urad švabskega vojvode v kraljevi pisarni, a je  brez kraljevske oblasti postal nesmiseln. Leta 1261 so bil poskusili izvoliti mladega Konradina za kralja neuspešni. Treba je bilo tudi braniti Sicilijo pred vdorom Karla Anžujskega, brata francoskega kralja, ki sta ga podpirala papež Urban IV. (Jacques Pantaleon) in papež Klemen IV. (Guy Folques). Karel je obljubil papežem Kraljevino Sicilijo, zamenjal bi sorodnike Friderika II. Karel je 26. februarja 1266 v bitki pri Beneventu premagal Konradinovega strica Manfreda, kralja Sicilije. Kralj sam, ki ni hotel zbežati, je planil med svoje sovražnike in bil ubit. Konradinova vojska je izgubila nadzor in leta 1268 je bila v bitki pri Tagliacozzu premagana, javna predaja je bila v Neaplju. S Konradinom se je končala vladavina švabskih vojvod, čeprav je bila večina poznejših cesarjev potomcev Staufovcev.
Med politično decentralizacijo poznega obdobja Staufovcev se je prebivalstvo povečalo z 8 milijonov leta 1200 na približno 14 milijonov leta 1300, število mest pa za desetkrat. Najmočnejša mestna območja so bila na jugu in zahodu Nemčije. Mesta so pogosto razvila neko stopnjo neodvisnosti, a mnoga so bila podrejena lokalnim vladarjem, če ne kar cesarju. Kolonizacija vzhoda se je nadaljevala tudi v 13. stoletju, predvsem s prizadevanji tevtonskega viteškega reda. Nemški trgovci so začeli tudi obsežno trgovanje z Baltikom.

## Člani družine Hohenstaufen

### Sveti rimski cesarji in kralji
- Konrad III., kralj 1138–1152
- Friderik Barbarosa, kralj 1152–1190, cesar po 1155
- Henrik VI., kralj 1190–1197, cesar po 1191
- Filip Švabski, kralj 1198–1208
- Friderik II., kralj 1208–1250, cesar po 1220
- Henrik VII., kralj 1220–1235 (pod očetom cesarjem Friderikom II.)
- Konrad IV., kralj 1237–1254 (do 1250 pod očetom cesarjem Friderikom II.)

Prva vladavina Staufovcev, Konrad III., in zadnja, Konrad IV., ni imela okronanega cesarja. Po 20-letnem obdobju (veliko medvladje 1254–1273) je bil za kralja izvoljen prvi Habsburžan.

### Kralji Italije
Opomba: nekateri so že navedeni kot nemški kralji
- Konrad III., 1128–1135
- Friderik Barbarosa, 1154–1190
- Henrik VI., 1191–1197

### Kralji Sicilije
Opomba: nekateri so že navedeni kot nemški kralji
- Henrik VI., 1194–1197
- Friderik II., 1198–1250
  - Henrik VII., 1212–1217 (simboličen kralj pod svojim očetom)
- Konrad IV., 1250–1254
- Konradin, 1254–1258/1268
- Manfred Sicilski, 1258–1266

### Švabski vojvode
Opomba: nekatere so že navedeni kot nemški kralji
- Friderik I., švabski vojvoda, 1079–1105
- Friderik II., švabski vojvoda, 1105–1147
- Friderik Barbarosa (Friderik III. Švabski), 1147–1152
- Friderik IV., švabski vojvoda, 1152–1167
- Friderik V., švabski vojvoda, 1167–1170
- Friderik VI., švabski vojvoda, 1170–1191
- Konrad II., švabski vojvoda, 1191–1196
- Filip Švabski, 1196–1208, kralj 1198
- Friderik II., 1212–1216, kralj 1212 in cesar 1220
- Henrik VII., 1216–1235, kralj 1220–1235
- Konrad IV., 1235–1254, kralj 1237
- Konradin (Konrad V.), 1254–1268

### Pregled
- Odilo Engels: Die Staufer. 9. ergänzte Auflage, Kohlhammer, Stuttgart 2010, ISBN 978-3-17-021363-0. (1. Auflage von 1972).
- Odilo Engels (Hrsg.): Stauferstudien. Beiträge zur Geschichte der Staufer im 12. Jahrhundert. Ostfildern ²1996, ISBN 978-3-7995-7060-2.
- Knut Görich: Die Staufer. Herrscher und Reich. 3. aktualisierte Auflage, Beck, München 2011, ISBN 978-3-406-53593-2.
- Reiner Haussherr (Hrsg.): Die Zeit der Staufer. Geschichte, Kunst, Kultur. 5 Bände. Stuttgart 1977–1979.
- Werner Hechberger: Staufer und Welfen 1125–1190. Zur Verwendung von Theorien in der Geschichtswissenschaft (Passauer historische Forschungen 10). Köln u.a. 1996, ISBN 3-412-16895-5 (Versuch einer Widerlegung der Theorie eines grundlegenden staufisch-welfischen Gegensatzes).
- Werner Hechberger, Florian Schuller (Hrsg.): Staufer & Welfen. Zwei rivalisierende Dynastien im Hochmittelalter. Pustet, Regensburg 2009, ISBN 978-3-7917-2168-2. (Rezension)
- Hans Martin Schaller: Stauferzeit. Ausgewählte Aufsätze. Hannover 1993.
- Hansmartin Schwarzmaier: Die Welt der Staufer. Wegstationen einer schwäbischen Königsdynastie. Bibliothek Schwäbischer Geschichte. Leinfelden-Echterdingen 2009, ISBN 978-3-87181-736-6.
- Hubertus Seibert, Jürgen Dendorfer (Hrsg.): Grafen, Herzöge, Könige. Der Aufstieg der frühen Staufer und das Reich (1079–1152). (= Mittelalter-Forschungen. Bd. 18). Stuttgart 2005, ISBN 978-3-7995-4269-2.
- Wolfgang Stürner: Das dreizehnte Jahrhundert (1198–1273) (Gebhardt. Handbuch der deutschen Geschichte 6). Klett-Cotta, Stuttgart 2007, ISBN 3-608-60006-X.
- Stefan Weinfurter: Stauferreich im Wandel. Ordnungsvorstellungen und Politik in der Zeit Friedrich Barbarossas. Stuttgart 2002, ISBN 3-7995-4260-4.

### Biografije
- Peter Csendes: Heinrich VI. (Gestalten des Mittelalters und der Renaissance). WBG, Darmstadt 1993.
- Peter Csendes: Philipp von Schwaben (Gestalten des Mittelalters und der Renaissance). WBG, Darmstadt 2003.
- Knut Görich: Friedrich Barbarossa: Eine Biographie. Beck, München 2011.
- Hubert Houben: Kaiser Friedrich II. (1194–1250). Herrscher, Mensch, Mythos. Kohlhammer, Stuttgart u.a. 2008.
- Bernd Ulrich Hucker:Otto IV. Hahn, Hannover 1990.
- Johannes Laudage: Friedrich Barbarossa. Eine Biographie. Pustet, Regensburg 2009.
- Ferdinand Opll: Friedrich Barbarossa. 3. Aufl., WBG, Darmstadt 1998.
- Wolfgang Stürner: Friedrich II. (Gestalten des Mittelalters und der Renaissance). 2 Bde., WBG, Darmstadt 1992–2000.

### Strokovni posvet
- Bernd Schneidmüller, Stefan Weinfurter und Alfried Wieczorek (Hrsg.): Verwandlungen des Stauferreichs, Konrad Theiss Verlag, Stuttgart 2010, ISBN 978-3-8062-2365-1.